# Liste des lieux patrimoniaux du Nord-du-Québec
Cet article recense les lieux patrimoniaux du Nord-du-Québec inscrit au répertoire des lieux patrimoniaux du Canada, qu'ils soient de niveau provincial, fédéral ou municipal.

## Liste des lieux patrimoniaux
- Haut – A
- B
- C
- D
- E
- F
- G
- H
- I
- J
- K
- L
- M
- N
- O
- P
- Q
- R
- S
- T
- U
- V
- W
- X
- Y
- Z
- 0-9

| [ 1 ] | Lieu patrimonial                           | Illustration | Municipalité             | Adresse | Coordonnées        | No    | Constr. | Prot.     | Rec. | Notes |
| ----- | ------------------------------------------ | ------------ | ------------------------ | ------- | ------------------ | ----- | ------- | --------- | ---- | ----- |
| P     | Sites archéologiques de la Colline-Blanche | Téléverser   | Eeyou Istchee Baie-James |         | 51.06889 -72.90389 | 9134  |         | SP classé | 1976 | [ 3 ] |
| F     | Waapushukamikw                             | Téléverser   | Eeyou Istchee Baie-James |         | 51.06889 -72.90389 | 12977 |         | LHN       | 2009 | [ 4 ] |